# Guatemala a 2008. évi nyári olimpiai játékokon
Guatemala a kínai Pekingben megrendezett 2008. évi nyári olimpiai játékok egyik részt vevő nemzete volt. Az országot az olimpián 9 sportágban 12 sportoló képviselte, akik érmet nem szereztek.

## Atlétika
Férfi

| Versenyző         | Versenyszám     | Eredmény | Helyezés |
| ----------------- | --------------- | -------- | -------- |
| Alfredo Arévalo   | Maraton         | 2:28:26  | 63.      |
| José Amado García | Maraton         | 2:20:15  | 35.      |
| Luis García       | 50 km gyaloglás | 3:56:58  | 22.      |

Női

| Versenyző    | Versenyszám     | Eredmény | Helyezés |
| ------------ | --------------- | -------- | -------- |
| Evelyn Núñez | 20 km gyaloglás | 1:44:13  | 42.      |

## Lovaglás
Díjugratás

| Versenyző      | Ló          | Versenyszám | Selejtező | Selejtező | Selejtező | Selejtező | Selejtező | Selejtező | Selejtező | Selejtező | Döntő   | Döntő   | Döntő   | Döntő   | Végeredmény | Végeredmény |
| Versenyző      | Ló          | Versenyszám | 1. kör    | 1. kör    | 2. kör    | 2. kör    | 2. kör    | 3. kör    | 3. kör    | 3. kör    | 1. kör  | 1. kör  | 2. kör  | 2. kör  | Végeredmény | Végeredmény |
| Versenyző      | Ló          | Versenyszám | Bünt.     | Hely.     | Bünt.     | Össz.     | Hely.     | Bünt.     | Össz.     | Hely.     | Bünt.   | Hely.   | Bünt.   | Hely.   | Bünt.       | Helyezés    |
| -------------- | ----------- | ----------- | --------- | --------- | --------- | --------- | --------- | --------- | --------- | --------- | ------- | ------- | ------- | ------- | ----------- | ----------- |
| Juan Rodríguez | Orestus VDL | Egyéni      | 9         | 48.       | 9         | 18        | 36.       | 13        | 31        | 36.       | kiesett | kiesett | kiesett | kiesett | kiesett     | kiesett     |

## Ökölvívás
| Versenyző        | Versenyszám | Selejtező                       | Nyolcaddöntő      | Negyeddöntő       | Elődöntő          | Döntő             | Helyezés |
| Versenyző        | Versenyszám | Ellenfél Eredmény               | Ellenfél Eredmény | Ellenfél Eredmény | Ellenfél Eredmény | Ellenfél Eredmény | Helyezés |
| ---------------- | ----------- | ------------------------------- | ----------------- | ----------------- | ----------------- | ----------------- | -------- |
| Eddie Valenzuela | Légsúly     | Szomcsit Csongcsoho (THA) · 1-6 | kiesett           | kiesett           | kiesett           | kiesett           | 17.      |

## Öttusa
| Versenyző       | Versenyszám | Lövészet | Lövészet | Lövészet | Vívás    | Vívás | Vívás | Úszás   | Úszás | Úszás | Lovaglás | Lovaglás | Lovaglás | Lovaglás | Futás    | Futás | Futás | Összesen    | Összesen |
| Versenyző       | Versenyszám | Pontszám | Pont     | Hely.    | Eredmény | Pont  | Hely. | Idő     | Pont  | Hely. | Idő      | Hibapont | Pont     | Hely.    | Idő      | Pont  | Hely. | Összes pont | Helyezés |
| --------------- | ----------- | -------- | -------- | -------- | -------- | ----- | ----- | ------- | ----- | ----- | -------- | -------- | -------- | -------- | -------- | ----- | ----- | ----------- | -------- |
| Rita Sanz-Agero | Női         | 171      | 988      | 31.      | 7-28     | 568   | 35.   | 2:29,41 | 1128  | 32.   | 1:08,38  | 84       | 1116     | 18.      | 11:09,98 | 1044  | 29.   | 4844        | 34.      |

## Sportlövészet
Férfi

| Versenyző   | Versenyszám | Selejtező | Selejtező | Döntő   | Döntő    |
| Versenyző   | Versenyszám | Pont      | Helyezés  | Pont    | Helyezés |
| ----------- | ----------- | --------- | --------- | ------- | -------- |
| Juan Romero | Skeet       | 111       | 26.       | kiesett | kiesett  |

## Súlyemelés
Férfi

| Versenyző       | Versenyszám | Szakítás | Szakítás | Lökés    | Lökés    | Összesen | Helyezés |
| Versenyző       | Versenyszám | Eredmény | Helyezés | Eredmény | Helyezés | Összesen | Helyezés |
| --------------- | ----------- | -------- | -------- | -------- | -------- | -------- | -------- |
| Christian López | 105 kg      | 150,0    | 18.*     | 186,0    | 17.      | 336,0    | 16.      |

* - egy másik versenyzővel azonos eredményt ért el

## Tollaslabda
| Versenyző    | Versenyszám | Selejtező         | 32-es főtábla                     | Nyolcaddöntő      | Negyeddöntő       | Elődöntő          | Bronz- mérkőzés   | Döntő             | Helyezés |
| Versenyző    | Versenyszám | Ellenfél Eredmény | Ellenfél Eredmény                 | Ellenfél Eredmény | Ellenfél Eredmény | Ellenfél Eredmény | Ellenfél Eredmény | Ellenfél Eredmény | Helyezés |
| ------------ | ----------- | ----------------- | --------------------------------- | ----------------- | ----------------- | ----------------- | ----------------- | ----------------- | -------- |
| Kevin Cordón | Férfi egyes |                   | Pao Csun-laj (CHN) · 17-21, 16-21 | kiesett           | kiesett           | kiesett           | kiesett           | kiesett           | 17.      |

## Úszás
Női

| Versenyző      | Versenyszám | Előfutam | Előfutam | Előfutam | Elődöntő | Elődöntő | Elődöntő | Döntő   | Döntő    |
| Versenyző      | Versenyszám | Idő      | Hely.    | Össz.    | Idő      | Hely.    | Össz.    | Idő     | Helyezés |
| -------------- | ----------- | -------- | -------- | -------- | -------- | -------- | -------- | ------- | -------- |
| Gisela Morales | 100 m hát   | 1:02,92  | 2.       | 38.      | kiesett  | kiesett  | kiesett  | kiesett | kiesett  |
| Gisela Morales | 200 m hát   | 2:14,54  | 2.       | 27.      | kiesett  | kiesett  | kiesett  | kiesett | kiesett  |

## Vitorlázás
Férfi

| Versenyző           | Versenyszám | Futam | Futam | Futam | Futam | Futam | Futam | Futam | Futam | Futam | Futam | Pontszám | Helyezés |
| Versenyző           | Versenyszám | 1     | 2     | 3     | 4     | 5     | 6     | 7     | 8     | 9     | É     | Pontszám | Helyezés |
| ------------------- | ----------- | ----- | ----- | ----- | ----- | ----- | ----- | ----- | ----- | ----- | ----- | -------- | -------- |
| Juan Ignacio Maegli | Laser       | 44    | 9     | 39    | 16    | 44    | 32    | 39    | 12    | 15    | -     | 206      | 33.      |

É - éremfutam